# Billy Shaw
Billy Shaw (Natchez, Misisipi; 15 de diciembre de 1938-Toccoa, Georgia; 4 de octubre de 2024) fue un jugador estadounidense de fútbol americano que jugó nueve temporadas en la American Football League con los Buffalo Bills en la posición de guard ofensivo, ganó dos títulos de la American Football League, 8 veces seleccionado al juego de estrellas y miembro del Pro Football Hall of Fame.

## Carrera
En la universidad jugó para los Georgia Tech Yellow Jackets, y en su último año con un peso de 220 libras logró ser All-American y seleccionado en el equipo ideal de la universidad cuando se retiró, además de ser seleccionado al juego de las estrellas.
Billy Shaw fue seleccionado por los Dallas Cowboys y los Buffalo Bills en el draft de 1961 de la NFL y la AFL respectivamente, y decidió jugar para los Bills. Shaw se especializó en el bloque de defensivas, siendo ideal para la carrera. Shaw fue conocido como "the driving force of the offensive unit." Shaw fue seleccionado en el primer equipo All-American Football League cuatro veces (1963–1966) y en el segundo equipo All-AFL en 1968 y 1969. Estuvo ocho años en el American Football League All-Star Games y nombrado en el All-Time All-AFL Team. Fue seleccionado en el equipo de la década de los años 1960. Shaw estuvo toda su carrera en la American Football League hasta su retiro en 1969. Entre 1962 y 1964 mantuvo a los Bills como el equipo con más touchdowns terrestres de la liga.

## Vida personal
Shaw fue seleccionado en el Pro Football Hall of Fame en 1999. En su discurso de inducción agradeció a su esposa, se puso de rodillas y se disculpó.
Shaw se casó con Patsy en 1960. Murió de hiponatremia en Georgia el 4 de octubre de 2024 a los 85 años.